# Lukovo (gmina Svrljig)
Lukovo (cyr. Луково) – wieś w Serbii, w okręgu niszawskim, w gminie Svrljig. W 2011 roku liczyła 161 mieszkańców.